# الناصرة (النادرة)

تعديل مصدري - تعديل

الناصرة محلة تابعة لقرية بيت مشرح، التابعة لعزلة شخب بمديرية النادرة إحدى مديريات محافظة إب في الجمهورية اليمنية، بلغ تعداد سكانها 42 حسب تعداد اليمن لعام 2004.